# Julio Cortázar
Julio Cortázar (26. srpna 1914 Brusel, Belgie – 12. února 1984 Paříž, Francie) byl prozaik, básník, dramatik, esejista, novinář a překladatel argentinského původu. Cortázar je spolu s Borgesem a Casaresem považován za tvůrce nové podoby laplatské fantastické povídky. Svoji první knihu, sbírku sonetů Presencia (česky Přítomnost), vydal pod pseudonymem Julio Denis.

## Život
Julio Cortázar se narodil v Bruselu argentinským rodičům, se kterými se v roce 1919 vrátil zpátky do Argentiny. Studoval v Buenos Aires a po studiích působil jako učitel na argentinském venkově. V roce 1938 vydal první knihu, sbírku sonetů Presencia (Přítomnost) pod pseudonymem Julio Denis. Od roku 1944 přednášel francouzskou literaturu na univerzitě v Mendoze. Po vítězství autoritativního generála Juana Dominga Peróna v prezidentských volbách v roce 1946 se tohoto místa vzdal a vrátil se do Buenos Aires. V roce 1949 napsal román Divertimento, nepříliš úspěšnou hru Los reyes (Králové) a o rok později román El examen (Zkouška) (oba romány byly na jeho přání vydány až po jeho smrti). Navštívil Francii, po návratu domů se vyškolil na soudního tlumočníka a v roce 1951, v reakci na perónovský režim, natrvalo přesídlil do Paříže, kde získal místo překladatele při UNESCO. Pozornost literárního světa na sebe strhnul svým románem Rayuela (Nebe, peklo, ráj).
Během 60. let sympatizoval s levicovými hnutími v Latinské Americe, mimo jiné s Castrovou Kubou. Jeho levičáctví je ale spíše vnímáno jako estétský postoj intelektuála, stejně jako v případě Sartra.
Během svého života byl třikrát ženatý, s Aurorou Bernárdez, Ugné Karvelis a Carol Dunlop.

Julio Cortázar zemřel v roce 1984 v Paříži na leukémii a je pochován na montparnasském hřbitově. Podle vyjádření uruguayské spisovatelky Cristiny Peri Rossi byl příčinou smrti AIDS, kterým se měl Cortázar nakazit při krevní transfuzi, což ale Cortázarovi blízcí popírají.

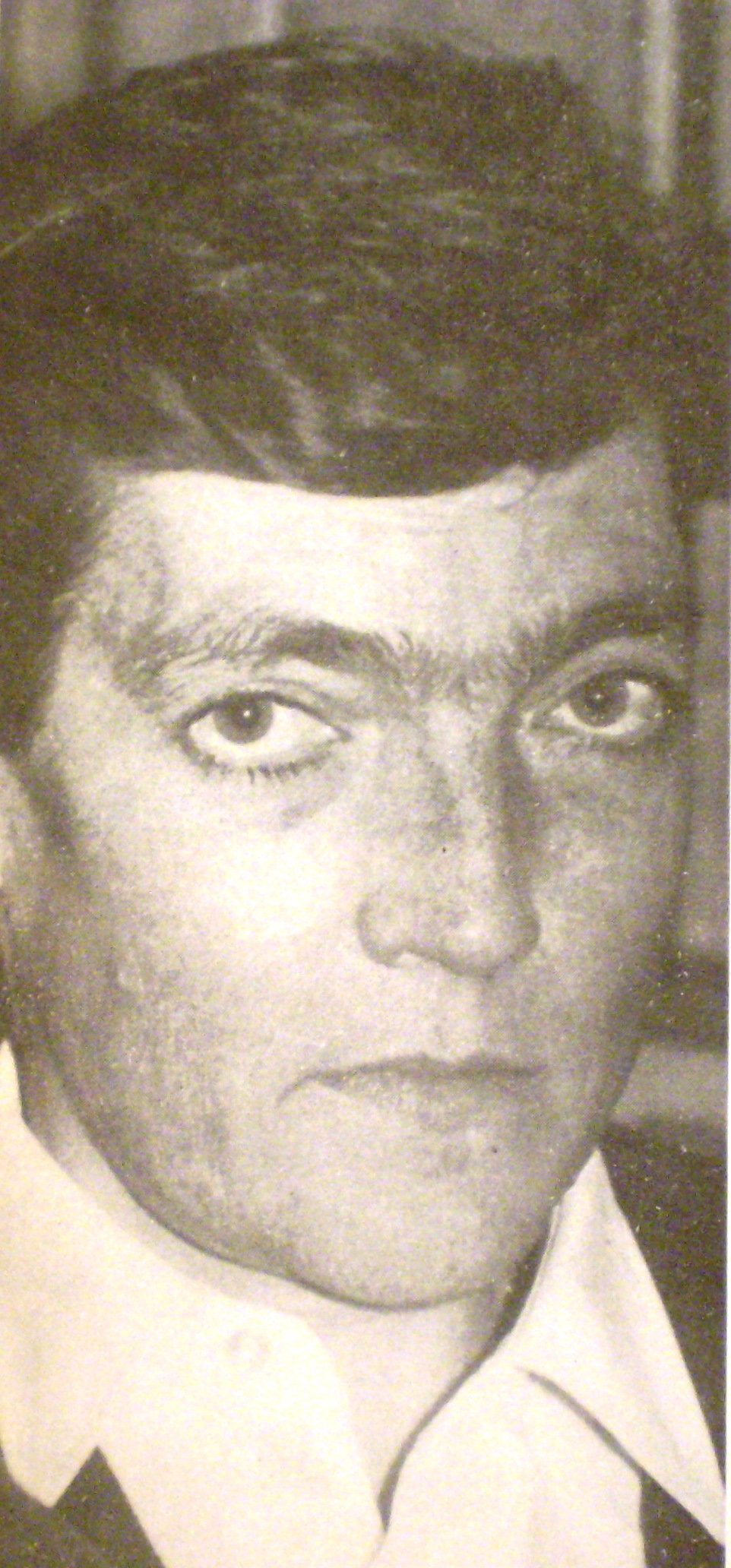
Julio Cortázar

## Dílo
Před svým odchodem z Argentiny v roce 1951 stačil ještě vydat sbírku fantastických povídek Bestiario (Bestiář), na kterou v roce 1956 navázal soubor Final del juego (Konec hry) a v roce 1959 Las armas secretas (Tajné zbraně). Světovou proslulost ale Cortázarovi zajistil román Rayuela (Nebe, peklo, ráj) z roku 1963, který je postaven zejména na bourání zažitých románových postupů, využívání drobných „her“ a vtahování čtenáře do tvorby příběhu. Tento přístup používal i ve svých pozdějších povídkách a románech.
Jeho povídka Babí léto (v originále Las Babas del Diablo) byla námětem filmu Michelangela Antonioniho Zvětšenina (Blowup, 1966).

### Seznam děl
- Presencia (Přítomnost) (1938) - pod pseudonymem Julio Denis
- Divertimento (1949, poprvé publikováno posmrtně v roce 1986)
- Los reyes (Králové) (1949)
- El examen (Zkouška) (1950, poprvé publikováno posmrtně v roce 1986)
- Bestiario (Bestiář) (1951)
- Final de juego (Konec hry) (1956)
- Las armas secretas (Tajné zbraně) (1959)
- Los premios (Výherci) (1960)
- Historias de cronopios y de famas (Historie kronopů a fámů) (1962)
- Rayuela (Nebe, peklo, ráj) (1963)
- Todos los fuegos el fuego (Všechny ohně oheň) (1966)
- La vuelta al día en ochenta mundos (1967)
- 62, modelo para armar (62, model k sestrojení) (1968)
- Último round (Poslední kolo) (1969)
- Pameos y meopas (Běsná a sábně) (1971)
- Prosa del Observatorio (Próza z observatoře) (1972)
- Libro de Manuel (Kniha pro Manuela) (1973)
- Octaedro (Osmistěn) (1974)
- Alguien que anda por ahí y otros relatos (Někdo tamodtud a jiné povídky) (1977)
- Territorios (1978)
- Un tal Lucas (Jistý Lukáš) (1979)
- Queremos tanto a Glenda (Tolik milujeme Glendu) (1980)
- Deshoras (Rozcestí času) (1982)
- Nicaragua tan violentamente dulce (Tak divoce sladká Nicaragua) (1983)
- Los autonautas de la cosmopista o Un viaje atemporal París-Marsella (Autonauti kosmomagistrály aneb Nadčasová cesta Paříž-Marseille) (1983)
- Salvo el crepúsculo (Jen stmívání) (posmrtně 1985)

### Knihy vydané česky
Česky vyšly zejména výbory a soubory povídek a některé romány.
- Pronásledovatel (1966) (výbor z Bestiáře, Konce hry a Tajných zbraní)
- Nebe, peklo, ráj (1972, znovu 2001 - bez cenzurních škrtů)
- Změna osvětlení (1990) (rozsáhlý výbor z povídek)
- Jistý Lukáš (1991)
- Konec hry (2002)
- Příběhy o kronopech a fámech (2004)
- Ten, kdo chodí kolem (2004)
- Výherci (2007)
- Pronásledovatel (2013, B4U Publishing, překlad: Jan Machej, ilustrace José Muñoz, ISBN 978-80-87222-22-5)
- Shledání (2013, B4U Publishing, překlad: Jan Machej, ilustrace Enrique Breccia, ISBN 978-80-87222-23-2)

## Fotogalerie

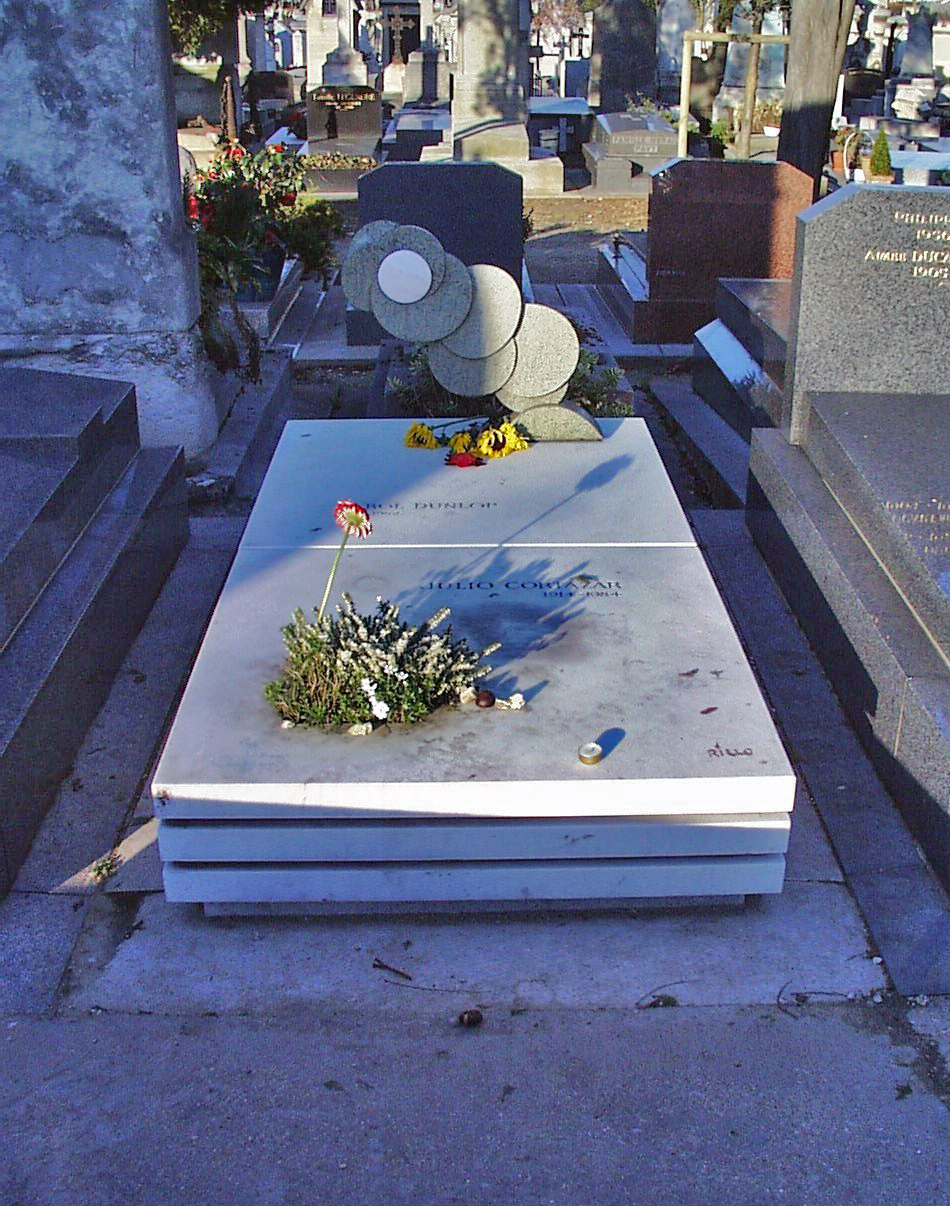
Hrob Julia Cortázara v Paříži (Cimetière Montparnasse, Paris)
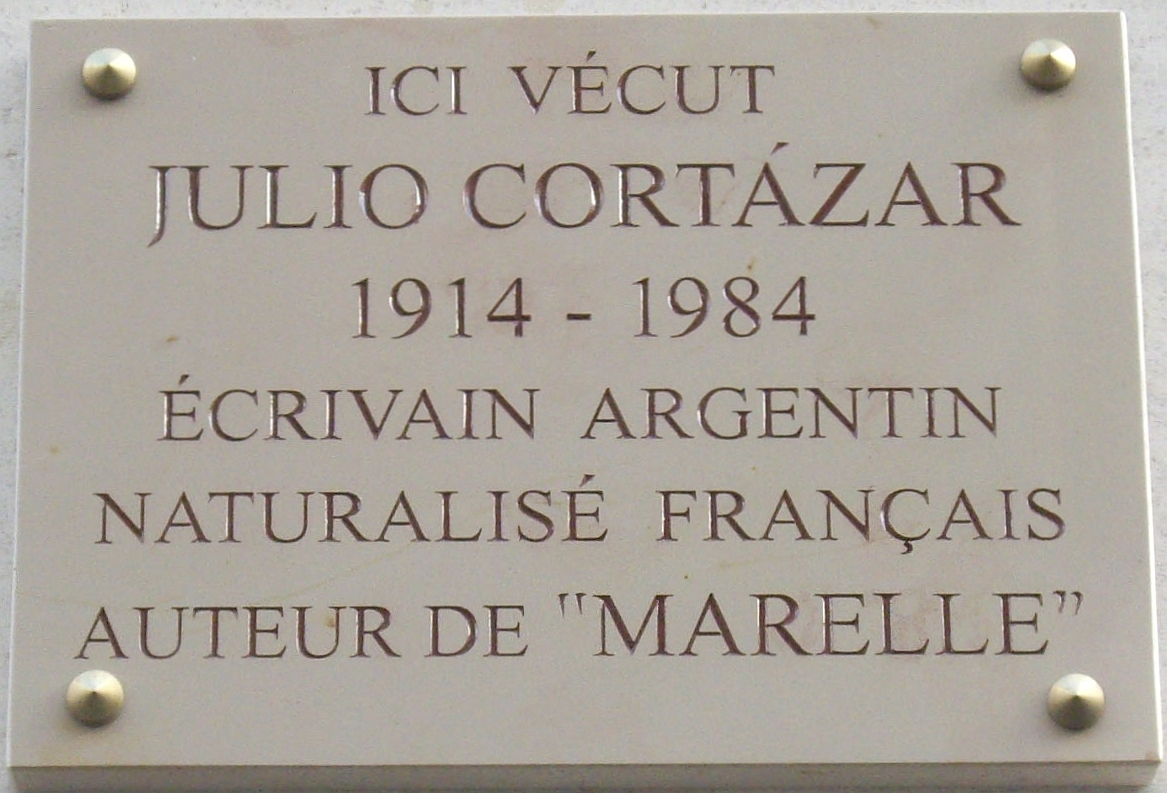
Pamětní deska v Paříži (4 rue Martel, Paris 10e)